# Сварожин
Сварожин (пол. Swarożyn, нім. Swaroschin, 1942–45 Paleskenhof) — село в Польщі, у гміні Тчев Тчевського повіту Поморського воєводства.
Населення — 1662 особи (2011).
У 1975-1998 роках село належало до Гданського воєводства.

## Демографія
Демографічна структура станом на 31 березня 2011 року:
|          | Загалом | Допрацездатний вік | Працездатний вік | Постпрацездатний вік |
| -------- | ------- | ------------------ | ---------------- | -------------------- |
| Чоловіки | 837     | 221                | 564              | 52                   |
| Жінки    | 825     | 181                | 530              | 114                  |
| Разом    | 1662    | 402                | 1094             | 166                  |